# Heterogeneidade mostrada
O conceito de heterogeneidade mostrada faz parte dos estudos da análise do discurso, um campo da linguística e da comunicação.  O conceito de heterogeneidade diz respeito à presença do “outro” em determinado discurso. No caso da heterogeneidade mostrada, um locutor único produz formas linguísticas detectáveis, onde através de aspas ou citação em uma frase, o locutor se torna um “porta-voz”, que relata e reproduz em seu próprio discurso o discurso do outro. Sem a intenção de esconder ou mascarar a autoria discursiva, o locutor manifesta explicitamente a voz do outro. Pode também ser chamada de discurso direto.